# Stor-Hällsjön, Ångermanland
Stor-Hällsjön är en sjö i Härnösands kommun i Ångermanland och ingår i Ångermanälven-Gådeåns kustområde. Sjön är 15 meter djup, har en yta på 0,178 kvadratkilometer och befinner sig 201,7 meter över havet.

## Delavrinningsområde
Stor-Hällsjön ingår i det delavrinningsområde (697072-159595) som SMHI kallar för Utloppet av Stor-Hällsjön. Medelhöjden är 222 meter över havet och ytan är 0,92 kvadratkilometer. Det finns ett avrinningsområde uppströms, och räknas det in blir den ackumulerade arean 3,73 kvadratkilometer. Vattendraget som avvattnar avrinningsområdet har biflödesordning 2, vilket innebär att vattnet flödar genom totalt 2 vattendrag innan det når havet efter 21 kilometer. Avrinningsområdet består mestadels av skog (81 procent). Avrinningsområdet har 0,18 kvadratkilometer vattenytor vilket ger det en sjöprocent på 19,2 procent.